# Homenkove, Kroleveț
Homenkove (în ucraineană Хоменкове) este un sat în comuna Mutîn din raionul Kroleveț, regiunea Sumî, Ucraina.

## Demografie
Componența lingvistică a localității Homenkove
     Ucraineană (100%)
Conform recensământului din 2001, toată populația localității Homenkove era vorbitoare de ucraineană (100%).